# Johnny Hazzard
Johnny Hazzard (nacido Frankie Valenti) es un ex actor, modelo y artista pornográfico estadounidense que actúa en películas pornográficas gays y bisexuales para varios estudios, principalmente Rascal Video, y ha aparecido en producciones de cine y televisión convencionales bajo su propio nombre.
Comenzó su carrera en el porno en 2003. La mayoría de sus videos pornográficos fueron dirigidos por Chi Chi LaRue. En agosto de 2008, trabajó en una controvertida película bisexual dirigida por LaRue titulada Shifting Gears, aunque solo actuó en una escena exclusivamente masculina. También fue crítico musical de la ya desaparecida revista Frontiers.
Hazzard se unió al elenco de la serie de televisión original de here! The Lair en las temporadas dos y tres bajo su nombre de nacimiento, Frankie Valenti. En 2014, apareció en la película Tiger Orange, por la que recibió críticas positivas.

## Música
Hazzard lanzó su sencillo debut, "Deeper Into You", en 2006.

## Vida personal
Hazzard nació y creció en los suburbios de Cleveland, Ohio. Hazzard ha salido del armario como homosexual.